# Platyurosternarchus macrostomus
Platyurosternarchus macrostomus és una espècie de peix pertanyent a la família dels apteronòtids.

## Descripció
- Pot arribar a fer 40 cm de llargària màxima.[5][6]

## Alimentació
Menja invertebrats.

## Hàbitat
És un peix d'aigua dolça, bentopelàgic i de clima tropical (22 °C-28 °C), el qual viu enmig de plantes aquàtiques.

## Distribució geogràfica
Es troba a Sud-amèrica: la conca del riu Amazones al Brasil, el Perú i Veneçuela.

## Observacions
És inofensiu per als humans.